# Ballspielverein Borussia 09 Dortmund 2004-2005
Questa voce raccoglie le informazioni riguardanti il Ballspielverein Borussia 09 Dortmund nelle competizioni ufficiali della stagione 2004-2005.

## Stagione
Nella stagione 2004-2005 il Borussia Dortmund, allenato da Bert van Marwijk, concluse il campionato di Bundesliga al 7º posto. In Coppa di Germania il Borussia Dortmund fu eliminato agli ottavi di finale dall'Hannover 96. In Coppa Intertoto il Borussia Dortmund fu eliminato al terzo turno dal Genk.

## Rosa
| N. |                           | Ruolo | Calciatore         |
| -- | ------------------------- | ----- | ------------------ |
| 1  | Germania (bandiera)       | P     | Roman Weidenfeller |
| 3  | Argentina (bandiera)      | D     | Juan Fernández     |
| 4  | Germania (bandiera)       | D     | Christian Wörns    |
| 5  | Germania (bandiera)       | C     | Sebastian Kehl     |
| 6  | Germania (bandiera)       | C     | Florian Kringe     |
| 7  | Costa d'Avorio (bandiera) | C     | Guy Demel          |
| 9  | Rep. Ceca (bandiera)      | A     | Jan Koller         |
| 10 | Rep. Ceca (bandiera)      | C     | Tomáš Rosický      |
| 11 | Ghana (bandiera)          | C     | Otto Addo          |
| 12 | Brasile (bandiera)        | A     | Ewerthon           |
| 14 | Polonia (bandiera)        | A     | Euzebiusz Smolarek |
| 15 | Danimarca (bandiera)      | C     | Niclas Jensen      |
| 16 | Nigeria (bandiera)        | C     | Sunday Oliseh      |
| 17 | Brasile (bandiera)        | D     | Dedê               |
| 18 | Germania (bandiera)       | C     | Lars Ricken        |
| 19 | Turchia (bandiera)        | C     | Mehmet Akgün       |
| 20 | Germania (bandiera)       | D     | Malte Metzelder    |

| N. |                     | Ruolo | Calciatore            |
| -- | ------------------- | ----- | --------------------- |
| 21 | Germania (bandiera) | D     | Christoph Metzelder   |
| 22 | Germania (bandiera) | C     | Marc-André Kruska     |
| 23 | Algeria (bandiera)  | D     | Ahmed Madouni         |
| 24 | Germania (bandiera) | C     | David Odonkor         |
| 26 | Francia (bandiera)  | P     | Guillaume Warmuz      |
| 27 | Germania (bandiera) | D     | Uwe Hünemeier         |
| 28 | Norvegia (bandiera) | D     | André Bergdølmo       |
| 29 | Germania (bandiera) | C     | Sascha Rammel         |
| 30 | Brasile (bandiera)  | A     | Thiago                |
| 31 | Irlanda (bandiera)  | D     | Patrick Kohlmann      |
| 33 | Italia (bandiera)   | C     | Salvatore Gambino     |
| 34 | Germania (bandiera) | P     | Sören Pirson          |
| 35 | Germania (bandiera) | D     | Markus Brzenska       |
| 36 | Germania (bandiera) | P     | Matthias Kleinsteiber |
| 37 | Turchia (bandiera)  | A     | Mahir Sağlık          |
| 39 | Germania (bandiera) | A     | Marcus Steegmann      |
| 41 | Germania (bandiera) | D     | Marc Heitmeier        |

## Organigramma societario
Area tecnica
- Allenatore: Bert van Marwijk
- Allenatore in seconda: Dick Voorn
- Preparatore dei portieri: Wolfgang de Beer
- Preparatori atletici: Egid Kiesouw, Markus Zetlmeisl, Peter Kuhnt, Frank Zöllner

## Calciomercato

### Sessione estiva
| Acquisti | Acquisti       | Acquisti                     | Acquisti |
| R.       | Nome           | da                           | Modalità |
| -------- | -------------- | ---------------------------- | -------- |
| C        | Mehmet Akgün   | Borussia Dortmund II         |          |
| C        | Florian Kringe | Colonia                      |          |
| C        | Sascha Rammel  | Borussia Dortmund (juniores) |          |
| A        | Mahir Sağlık   | Paderborn                    |          |

| Cessioni | Cessioni         | Cessioni               | Cessioni |
| R.       | Nome             | da                     | Modalità |
| -------- | ---------------- | ---------------------- | -------- |
| C        | Flávio Conceição | Galatasaray            |          |
| C        | Torsten Frings   | Bayern Monaco          |          |
| C        | Stefan Hoffmann  | Rot-Weiss Essen        |          |
| D        | Benjamin Knoche  | Borussia M'gladbach II |          |
| C        | Leandro          | Atlético Mineiro       |          |

### Sessione invernale
| Acquisti | Acquisti           | Acquisti    | Acquisti |
| R.       | Nome               | da          | Modalità |
| -------- | ------------------ | ----------- | -------- |
| A        | Euzebiusz Smolarek | Feyenoord   |          |
| D        | Juan Fernández     | River Plate |          |

| Cessioni | Cessioni     | Cessioni         | Cessioni |
| R.       | Nome         | da               | Modalità |
| -------- | ------------ | ---------------- | -------- |
| D        | Evanílson    | Atlético Mineiro |          |
| A        | Sahr Senesie | Grasshoppers     |          |

## Risultati

### Bundesliga

#### Girone di andata
| Arbitro: | Stark |

|              |           |                  |
| Ewerthon 30’ | Marcatori | 43’, 64’ Brdarić |

| Arbitro: | Wagner |

|                         |           |                                    |
| Ulich 7’ Hausweiler 34’ | Marcatori | 13’ Jensen 35’ Koller 38’ Ewerthon |

| Arbitro: | Keßler |

|             |           |                 |
| Rosický 29’ | Marcatori | 90’ Mertesacker |

| Arbitro: | Fandel |

|                            |           |                         |
| Kalla 15’ Demel 75’ (aut.) | Marcatori | 48’ Koller 59’ Ewerthon |

| Arbitro: | Merk |

|                          |           |                      |
| Ewerthon 45’, 69’ (rig.) | Marcatori | 89’ Lúcio 90’ Makaay |

| Arbitro: | Wack |

|          |           |           |
| Auer 55’ | Marcatori | 8’ Koller |

| Arbitro: | Fröhlich |

|                 |           |                       |
| Koller 27’, 45’ | Marcatori | 23’ Mintál 25’ Vittek |

| Arbitro: | Meyer |

|                      |           |  |
| Hinkel 53’ Cacau 69’ | Marcatori |  |

| Arbitro: | Kircher |

|  |           |                       |
|  | Marcatori | 9’ Mpenza 70’ Jarolím |

| Arbitro: | Sippel |

|  |           |            |
|  | Marcatori | 43’ Koller |

| Arbitro: | Fandel |

|              |           |  |
| Ewerthon 41’ | Marcatori |  |

| Arbitro: | Fleischer |

|            |           |  |
| Buckley 9’ | Marcatori |  |

| Arbitro: | Wagner |

|                  |           |  |
| Zandi 71’ (rig.) | Marcatori |  |

| Arbitro: | Meyer |

|                         |           |  |
| Brzenska 3’ Madouni 81’ | Marcatori |  |

| Arbitro: | Fröhlich |

|                       |           |  |
| Micoud 34’ Ismaël 57’ | Marcatori |  |

| Arbitro: | Wack |

|  |           |            |
|  | Marcatori | 17’ Ailton |

| Arbitro: | Brych |

|             |           |          |
| Allbäck 31’ | Marcatori | 40’ Kehl |

#### Girone di ritorno
| Arbitro: | Sippel |

|             |           |                         |
| Quiroga 82’ | Marcatori | 55’ Smolarek 60’ Koller |

| Arbitro: | Stark |

|            |           |           |
| Koller 29’ | Marcatori | 49’ Kluge |

| Arbitro: | Kircher |

|                        |           |                           |
| Krupniković 72’ (rig.) | Marcatori | 6’ Koller 30’, 56’ Ricken |

| Arbitro: | Albrecht |

|            |           |  |
| Koller 21’ | Marcatori |  |

| Arbitro: | Merk |

|                                                 |           |  |
| Salihamidžić 5’ Makaay 7’, 34’, 54’ Pizarro 28’ | Marcatori |  |

| Arbitro: | Brych |

|                                    |           |  |
| Smolarek 28’ Koller 54’ Ricken 74’ | Marcatori |  |

| Arbitro: | Gräfe |

|                              |           |                              |
| Mintál 76’ Vittek 89’ (rig.) | Marcatori | 62’ Wörns 86’ (rig.) Rosický |

| Arbitro: | Meyer |

|  |           |                         |
|  | Marcatori | 43’, 90’ (rig.) Meißner |

| Arbitro: | Fleischer |

|                           |           |                                     |
| Benjamin 30’ Beinlich 57’ | Marcatori | 10’ Rosický 61’ Ricken 87’ Ewerthon |

| Arbitro: | Stark |

|                           |           |               |
| Ewerthon 25’ Smolarek 36’ | Marcatori | 62’ Friedrich |

| Arbitro: | Merk |

|  |           |          |
|  | Marcatori | 88’ Kehl |

| Arbitro: | Brych |

|            |           |            |
| Kringe 15’ | Marcatori | 85’ Boakye |

| Arbitro: | Gräfe |

|                                       |           |                            |
| Ewerthon 12’ Kehl 28’ Koller 61’, 74’ | Marcatori | 4’ Altıntop 42’ Amanatidīs |

| Arbitro: | Schmidt |

|                         |           |                         |
| Sanou 11’ Coulibaly 84’ | Marcatori | 37’ Ewerthon 39’ Koller |

| Arbitro: | Fröhlich |

|             |           |  |
| Rosický 32’ | Marcatori |  |

| Arbitro: | Wack |

|             |           |                     |
| Wałdoch 19’ | Marcatori | 17’ Kehl 43’ Ricken |

| Arbitro: | Kemmling |

|                       |           |             |
| Kruska 52’ Koller 67’ | Marcatori | 15’ Vorbeck |

### Coppa di Germania
| Arbitro: | Gräfe |

|  |           |           |
|  | Marcatori | 8’ Oliseh |

| Arbitro: | Meyer |

|                                     |           |           |
| Ewerthon 33’, 76’ (rig.) Koller 53’ | Marcatori | 54’ Adzic |

| Arbitro: | Wack |

|              |           |  |
| Schröter 59’ | Marcatori |  |

### Coppa Intertoto
| Arbitro: | Gomes |

|  |           |             |
|  | Marcatori | 42’ Odonkor |

| Arbitro: | Mallenco |

|          |           |                     |
| Dedê 55’ | Marcatori | 13’, 86’ de Camargo |

## Statistiche

### Statistiche di squadra
| Competizione      | Punti | In casa | In casa | In casa | In casa | In casa | In casa | In trasferta | In trasferta | In trasferta | In trasferta | In trasferta | In trasferta | Totale | Totale | Totale | Totale | Totale | Totale | DR |
| Competizione      | Punti | G       | V       | N       | P       | Gf      | Gs      | G            | V            | N            | P            | Gf           | Gs           | G      | V      | N      | P      | Gf     | Gs     | DR |
| ----------------- | ----- | ------- | ------- | ------- | ------- | ------- | ------- | ------------ | ------------ | ------------ | ------------ | ------------ | ------------ | ------ | ------ | ------ | ------ | ------ | ------ | -- |
| Bundesliga        | 55    | 17      | 8       | 5       | 4       | 24      | 18      | 17           | 7            | 5            | 5            | 23           | 26           | 34     | 15     | 10     | 9      | 47     | 44     | +3 |
| Coppa di Germania | -     | 1       | 1       | 0       | 0       | 3       | 1       | 2            | 1            | 0            | 1            | 1            | 1            | 3      | 2      | 0      | 1      | 4      | 2      | +2 |
| Coppa Intertoto   | -     | 1       | 0       | 0       | 1       | 1       | 2       | 1            | 1            | 0            | 0            | 1            | 0            | 2      | 1      | 0      | 1      | 2      | 2      | 0  |
| Totale            | 55    | 19      | 9       | 5       | 5       | 28      | 21      | 20           | 9            | 5            | 6            | 25           | 27           | 39     | 18     | 10     | 11     | 53     | 48     | +5 |

### Andamento in campionato
| Giornata  | 1  | 2 | 3 | 4  | 5  | 6 | 7 | 8  | 9  | 10 | 11 | 12 | 13 | 14 | 15 | 16 | 17 | 18 | 19 | 20 | 21 | 22 | 23 | 24 | 25 | 26 | 27 | 28 | 29 | 30 | 31 | 32 | 33 | 34 |
| --------- | -- | - | - | -- | -- | - | - | -- | -- | -- | -- | -- | -- | -- | -- | -- | -- | -- | -- | -- | -- | -- | -- | -- | -- | -- | -- | -- | -- | -- | -- | -- | -- | -- |
| Luogo     | C  | T | C | T  | C  | T | C | T  | C  | T  | C  | T  | T  | C  | T  | C  | T  | T  | C  | T  | C  | T  | C  | T  | C  | T  | C  | T  | C  | C  | T  | C  | T  | C  |
| Risultato | P  | V | N | N  | N  | N | N | P  | P  | V  | V  | P  | P  | V  | P  | P  | N  | V  | N  | V  | V  | P  | V  | N  | P  | V  | V  | V  | N  | V  | N  | V  | V  | V  |
| Posizione | 13 | 8 | 8 | 11 | 10 | 8 | 9 | 13 | 15 | 12 | 11 | 12 | 14 | 13 | 13 | 14 | 14 | 14 | 13 | 11 | 11 | 12 | 12 | 11 | 12 | 11 | 9  | 8  | 8  | 8  | 8  | 8  | 7  | 7  |

Legenda:

Luogo: C = Casa; T = Trasferta. Risultato: V = Vittoria; N = Pareggio; P = Sconfitta.

### Statistiche dei giocatori
| Giocatore       | Bundesliga | Bundesliga | Bundesliga  | Bundesliga | Coppa di Germania | Coppa di Germania | Coppa di Germania | Coppa di Germania | Coppa Intertoto | Coppa Intertoto | Coppa Intertoto | Coppa Intertoto | Totale   | Totale | Totale      | Totale     |
| Giocatore       | Presenze   | Reti       | Ammonizioni | Espulsioni | Presenze          | Reti              | Ammonizioni       | Espulsioni        | Presenze        | Reti            | Ammonizioni     | Espulsioni      | Presenze | Reti   | Ammonizioni | Espulsioni |
| --------------- | ---------- | ---------- | ----------- | ---------- | ----------------- | ----------------- | ----------------- | ----------------- | --------------- | --------------- | --------------- | --------------- | -------- | ------ | ----------- | ---------- |
| O. Addo         | 3          | 0          | 0           | 0          | 0                 | 0                 | 0                 | 0                 | 0               | 0               | 0               | 0               | 3        | 0      | 0           | 0          |
| M. Akgün        | 1          | 0          | 0           | 0          | 0                 | 0                 | 0                 | 0                 | 1               | 0               | 0               | 0               | 2        | 0      | 0           | 0          |
| A. Bergdølmo    | 12         | 0          | 1           | 0          | 0                 | 0                 | 0                 | 0                 | 2               | 0               | 0               | 0               | 14       | 0      | 1           | 0          |
| M. Brzenska     | 23         | 1          | 4           | 0          | 1                 | 0                 | 0                 | 0                 | 0               | 0               | 0               | 0               | 24       | 1      | 4           | 0          |
| G. Demel        | 16         | 0          | 5           | 0          | 3                 | 0                 | 0                 | 0                 | 1               | 0               | 0               | 0               | 20       | 0      | 5           | 0          |
| D. Dedê         | 33         | 0          | 5           | 0          | 2                 | 0                 | 0                 | 0                 | 2               | 1               | 0               | 0               | 37       | 1      | 5           | 0          |
| E. Evanílson    | 9          | 0          | 1           | 0          | 2                 | 0                 | 0                 | 0                 | 2               | 0               | 0               | 0               | 13       | 0      | 1           | 0          |
| E. Ewerthon     | 28         | 10         | 1           | 0          | 3                 | 2                 | 0                 | 0                 | 2               | 0               | 0               | 0               | 33       | 12     | 1           | 0          |
| J. Fernández    | 0          | 0          | 0           | 0          | 0                 | 0                 | 0                 | 0                 | 0               | 0               | 0               | 0               | 0        | 0      | 0           | 0          |
| S. Gambino      | 10         | 0          | 1           | 0          | 1                 | 0                 | 0                 | 0                 | 0               | 0               | 0               | 0               | 11       | 0      | 1           | 0          |
| M. Heitmeier    | 0          | 0          | 0           | 0          | 0                 | 0                 | 0                 | 0                 | 0               | 0               | 0               | 0               | 0        | 0      | 0           | 0          |
| U. Hünemeier    | 0          | 0          | 0           | 0          | 0                 | 0                 | 0                 | 0                 | 0               | 0               | 0               | 0               | 0        | 0      | 0           | 0          |
| N. Jensen       | 16         | 1          | 1           | 1          | 3                 | 0                 | 0                 | 0                 | 0               | 0               | 0               | 0               | 19       | 1      | 1           | 1          |
| S. Kehl         | 32         | 4          | 4           | 0          | 3                 | 0                 | 1                 | 0                 | 2               | 0               | 0               | 0               | 37       | 4      | 5           | 0          |
| M. Kleinsteiber | 0          | 0          | 0           | 0          | 0                 | 0                 | 0                 | 0                 | 0               | 0               | 0               | 0               | 0        | 0      | 0           | 0          |
| P. Kohlmann     | 1          | 0          | 0           | 0          | 0                 | 0                 | 0                 | 0                 | 0               | 0               | 0               | 0               | 1        | 0      | 0           | 0          |
| J. Koller       | 30         | 15         | 7           | 0          | 3                 | 1                 | 0                 | 0                 | 0               | 0               | 0               | 0               | 33       | 16     | 7           | 0          |
| F. Kringe       | 30         | 1          | 5           | 0          | 3                 | 0                 | 1                 | 0                 | 2               | 0               | 0               | 0               | 35       | 1      | 6           | 0          |
| M. Kruska       | 18         | 1          | 4           | 0          | 0                 | 0                 | 0                 | 0                 | 0               | 0               | 0               | 0               | 18       | 1      | 4           | 0          |
| A. Madouni      | 8          | 1          | 1           | 0          | 2                 | 0                 | 0                 | 0                 | 2               | 0               | 0               | 1               | 12       | 1      | 1           | 1          |
| C. Metzelder    | 16         | 0          | 2           | 0          | 0                 | 0                 | 0                 | 0                 | 0               | 0               | 0               | 0               | 16       | 0      | 2           | 0          |
| M. Metzelder    | 0          | 0          | 0           | 0          | 0                 | 0                 | 0                 | 0                 | 0               | 0               | 0               | 0               | 0        | 0      | 0           | 0          |
| D. Odonkor      | 7          | 0          | 2           | 0          | 2                 | 0                 | 0                 | 0                 | 2               | 1               | 1               | 0               | 11       | 1      | 3           | 0          |
| S. Oliseh       | 11         | 0          | 3           | 0          | 2                 | 1                 | 1                 | 0                 | 2               | 0               | 0               | 0               | 15       | 1      | 4           | 0          |
| S. Pirson       | 0          | 0          | 0           | 0          | 0                 | 0                 | 0                 | 0                 | 0               | 0               | 0               | 0               | 0        | 0      | 0           | 0          |
| S. Rammel       | 0          | 0          | 0           | 0          | 1                 | 0                 | 0                 | 0                 | 0               | 0               | 0               | 0               | 1        | 0      | 0           | 0          |
| L. Ricken       | 17         | 5          | 0           | 0          | 1                 | 0                 | 0                 | 0                 | 2               | 0               | 0               | 0               | 20       | 5      | 0           | 0          |
| T. Rosický      | 27         | 4          | 3           | 0          | 2                 | 0                 | 0                 | 0                 | 0               | 0               | 0               | 0               | 29       | 4      | 3           | 0          |
| M. Sağlık       | 0          | 0          | 0           | 0          | 0                 | 0                 | 0                 | 0                 | 2               | 0               | 0               | 0               | 2        | 0      | 0           | 0          |
| S. Senesie      | 10         | 0          | 0           | 0          | 1                 | 0                 | 1                 | 0                 | 2               | 0               | 0               | 0               | 13       | 0      | 1           | 0          |
| E. Smolarek     | 15         | 3          | 2           | 0          | 0                 | 0                 | 0                 | 0                 | 0               | 0               | 0               | 0               | 15       | 3      | 2           | 0          |
| M. Steegmann    | 3          | 0          | 0           | 0          | 0                 | 0                 | 0                 | 0                 | 0               | 0               | 0               | 0               | 3        | 0      | 0           | 0          |
| T. Thiago       | 0          | 0          | 0           | 0          | 0                 | 0                 | 0                 | 0                 | 0               | 0               | 0               | 0               | 0        | 0      | 0           | 0          |
| G. Warmuz       | 8          | 0          | 1           | 0          | 2                 | 0                 | 0                 | 0                 | 2               | 0               | 0               | 0               | 12       | 0      | 1           | 0          |
| R. Weidenfeller | 26         | 0          | 3           | 0          | 1                 | 0                 | 1                 | 0                 | 0               | 0               | 0               | 0               | 27       | 0      | 4           | 0          |
| C. Wörns        | 29         | 1          | 5           | 1          | 1                 | 0                 | 0                 | 0                 | 0               | 0               | 0               | 0               | 30       | 1      | 5           | 1          |